# إيلا جاي باسكو
إيلا جاي باسكو هي ممثلة أمريكية ولدت في 17 سبتمبر 2006.